# Фенвик, Ирен
Ирен Фенвик (англ. Irene Fenwick, настоящая фамилия Фриццел (Frizzel); 5 сентября 1887 — 24 декабря 1936) — американская актриса театра и немого кино. С 1924 и вплоть до своей смерти в 1936 году, была замужем за Лайонелом Берримором. Её предыдущий муж, Джей O’Брайен, был также женат на Мэй Мюррей. Несмотря на относительно короткую карьеру, Фенвик снялась в фильмах производства Edison-Kleine, филиала the Edison Company, занимавшейся производством короткометражек, сохранившихся до наших дней.
Перед тем, как выйти замуж за Лайонела, Ирен какое-то время состояла в браке с его братом, Джеком.

## Смерть
Скончалась от анорексии в возрасте 49 лет.

## Фильмография

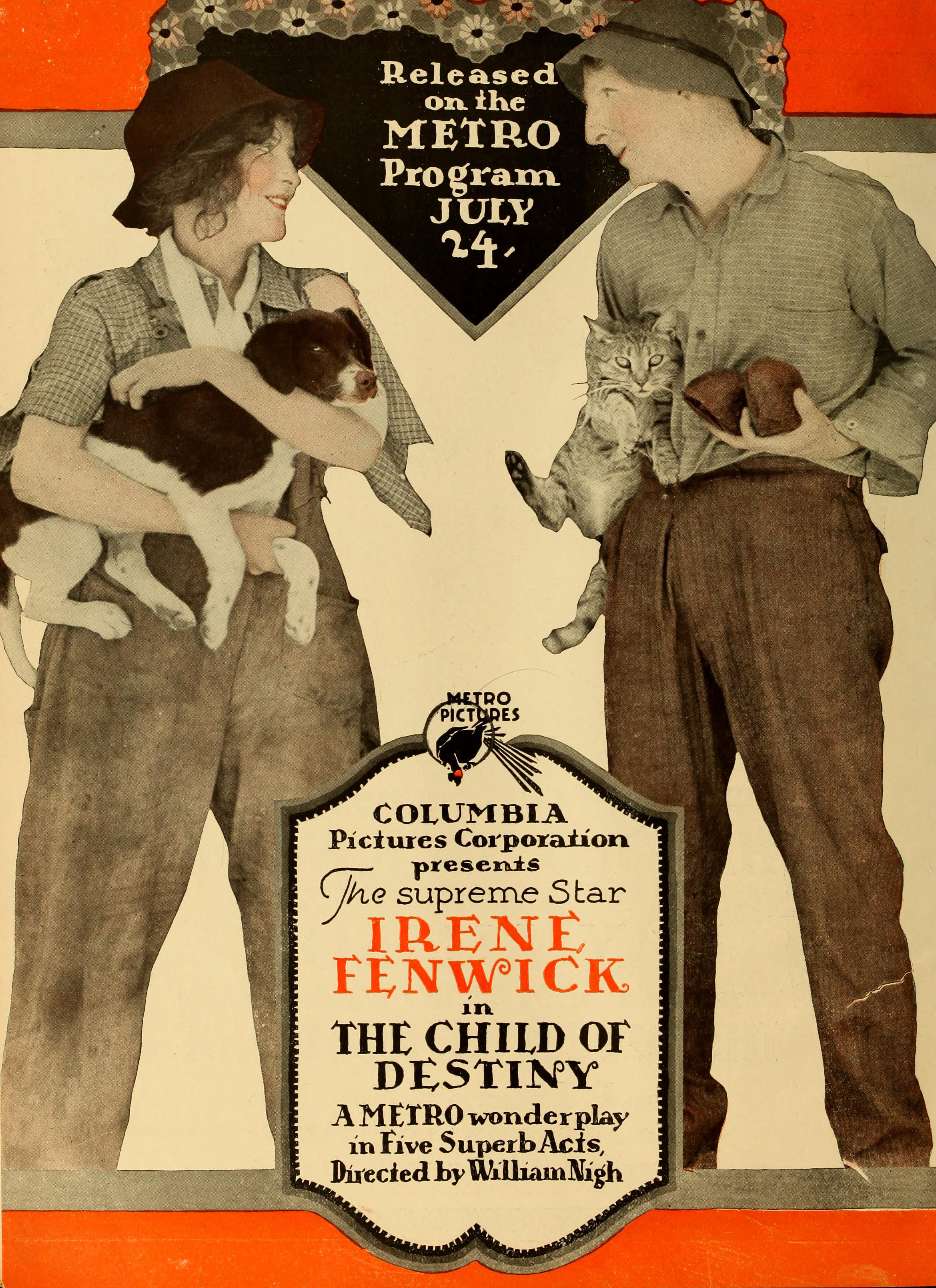
Постер к фильму Дитя судьбы (1916)

- Пригороды[англ.] (1915)
- The Spendthrift (1915)
- Следующая дверь женщины[англ.] (1915)
- Зелёный плащ[англ.] (1915)
- Сентиментальная леди[англ.] (1915)
- Дитя судьбы[англ.] (1916)
- Принцесса Кони—Айленда[англ.] (1916) с Оуэном Муром
- Девушка, которой нравится[англ.] (1917)
- Женщина греха[англ.] (1917)
- Национальная лента Красного креста[англ.] (1917)